# Challenge Tour Championship
Het Challenge Tour Championship was een golftoernooi dat deel uitmaakte van de Europese Challenge Tour tot 2002. Het toernooi werd altijd in juli gespeeld.
De eerste editie was in 1992. In 1993 en 1944 werd het niet meer gespeeld, en in 1995 werd Coca Cola eenmalig de naamsponsor. Vanaf 1996 kreeg het de naam Challenge Tour Championship.

## Winners
| Jaar                                                | Baan                           | Winnaar                        | Score                          | Score                          |
| East Sussex National Challenge                      | East Sussex National Challenge | East Sussex National Challenge | East Sussex National Challenge | East Sussex National Challenge |
| --------------------------------------------------- | ------------------------------ | ------------------------------ | ------------------------------ | ------------------------------ |
| 1992                                                | East Sussex National           | Simon D. Hurley                | 285                            | -3                             |
| 1993–94                                             | niet gespeeld                  | niet gespeeld                  | niet gespeeld                  | niet gespeeld                  |
| Coca-Cola Open                                      |                                |                                |                                |                                |
| 1995                                                | East Sussex National           | Thomas Bjørn                   | 280                            | -8                             |
| English Challenge Tour Championship                 |                                |                                |                                |                                |
| 1996                                                | East Sussex National           | Dennis Edlund                  | 282                            | -6                             |
| Challenge Tour Championship                         |                                |                                |                                |                                |
| 1997                                                | East Sussex National           | Greg Chalmers                  | 278                            | -10                            |
| 1998                                                | East Sussex National           | Warren Bennett                 | 276                            | -12                            |
| Beazer Homes Challenge Tour Championship            |                                |                                |                                |                                |
| 1999                                                | Bowood Golf & Country Club     | Carl Suneson                   | 272                            | -16                            |
| 2000                                                | Bowood Golf & Country Club     | Shaun Webster                  | 282                            | -6                             |
| Charles Church European Challenge Tour Championship |                                |                                |                                |                                |
| 2001                                                | Bowood Golf & Country Club     | Mark Foster                    | 277                            | -11                            |
| 2002                                                | Bowood Golf & Country Club     | John E. Morgan po              | 278                            | -10                            |

po 2002: John Morgan won de play-off van David Geall
Het prijzengeld was in 2001 €214,319. In 2002 was het gezakt naar €150,000.